# 扬·默勒
扬·默勒（瑞典語：Jan Möller，1953年9月17日—），生于马尔默，瑞典前男子足球运动员，司职守门员。他曾代表瑞典国家队参加1978年国际足联世界杯，结果队伍止步小组赛阶段。